# المقاولون العرب
شركة المقاولون العرب هي شركة مساهمة حكومية مصرية، تخضع لقانون هيئات القطاع العام وشركاته رقم 97 لسنة 1983، تمتلكها وزارة الإسكان والمرافق والمجتمعات العمرانية، تعمل في مجال تشييد وبناء المباني، الجسور، الطرق، الأنفاق، المطارات، السدود، ترميم الآثار، الأعمال الكهروميكانيكية، الاستشارات الهندسية، ومشروعات البنية التحتية.
أنشأت سنة 1955 على يد عثمان أحمد عثمان كشركة مساهمة مصرية تحت اسم «الشركة الهندسية للصناعات والمقاولات العمومية»، وظلت كذلك حتى أُممت جزئيًّا سنة 1961، وكليًّا وتغير اسمها إلى «شركة المقاولون العرب» سنة 1964، بلغ عدد فروع الشركة في 2022 عدد 12 فرعًا داخل مصر، و28 فرعًا في أفريقيا وآسيا، كما بلغ عدد موظفيها أكثر من 68 ألف موظف وعامل.

## الهيكل الإداري
- إدارة الإنشاءات البحرية
- إدارة المنشأت المتميزة
- إدارة الكباري والإنشاءات التخصصية
- إدارة المصانع والورش المركزية
- إدارة الاحتياجات.
- قطاع المشروعات الميكانيكية والكهربائية.
- إدارة الاستشارات والتصميمات الهندسية.
- إدارة ترسانة المعصرة.
- إدارة تأجير المعدات
- قطاع الطرق والمحاجر
- إدارات الأعمال التكميلية
- إدارة الخرسانة الجاهزة
- إدارة الأعمال الكهربائية.
- إدارة الترسانة البحرية بالإسماعيلية.
- إدارة صيانة القصور والآثار.

## الشركات التابعة
- المقاولون العرب للصيانة والتشغيل.[7]
- المقاولون العرب للتنمية السياحية.
- المركز الطبي للمقاولون العرب.[8]
- المقاولون العرب للاستثمار العقاري.[9]
- نهضة مصر للخدمات البيئية.[10]
- مطابع المقاولون العرب.[11]
- المقاولون العرب للاستثمارات.[12]
- المقاولون العرب للصناعات الكهربائية اي بي بي اراب.[13]
- المقاولون العرب للهندسة الميكانيكية والكهربائية - أرابكو.
- شركة المقاولون العرب للحراسة و نقل الأموال.[14]

## الفروع

### مصر
القاهرة، الإسكندرية، الإسماعيلية، طنطا، المنصورة، بني سويف، أسيوط، أسوان، وسفاجا.

### أفريقيا
ليبيا، بتسوانا، تشاد، غينيا الاستوائية، الجزائر، تونس، المغرب، موريتانيا، غانا، السودان، نيجيريا، الكاميرون، رواندا، بنين، وأوغندا.

### آسيا
الكويت، السعودية، قطر، لبنان، الإمارات، اليمن، سلطنة عمان، العراق، فلسطين، والأردن.

## أهم المشروعات
ساهمت الشركة بنسب متفاوتة في تنفيذ العديد من المشاريع الكبرى داخل مصر وخارجها في مختلف القطاعات من أهمها:

### داخل مصر
- مباني مجلسي النواب والشيوخ بالعاصمة الإدارية الجديدة.
- محطة معالجة مياه مصرف بحر البقر.
- مركز مصر الثقافي الإسلامي.
- القطار الكهربائي السريع.
- القطار الكهربائي الخفيف.
- كوبري تحيا مصر.
- مطار القاهرة الدولي.
- القرية الذكية
- مصنع السويس للأسمنت.
- مونوريل القاهرة.
- مبنى المحكمة الدستورية العليا
- مبنى وزارة الخارجية.
- مكتبة الإسكندرية الجديدة.
- كوبري السلام.
- محور 26 يوليو.
- مطار شرم الشيخ الدولي.
- مدينة الإنتاج الإعلامي
- مصنع أسمنت أسيوط.
- كوبري ستانلي.
- نفق الأزهر.
- مسجد الفتاح العليم.
- ملعب برج العرب.
- أبراج المعادي.
- محور 30 يونيو.
- مطار الغردقة الدولي.
- مجمع الألومنيوم بنجع حمادي.

### خارج مصر
- سد و محطة جوليوس نيريرى للطاقة الكهرومائية بتنزانيا.
- مشروع شرق تيماء بالكويت.
- ميناء رأس جنات بالجزائر.
- كوبرى رادس - حلق الوادى بتونس
- قرية البضائع بمطار أبيدجان بكوت ديفوار.
- محطة صرف صحي صيدا بلبنان.
- محطة صرف صحى سيروى ببتسوانا.
- فندق كمبينسكى بتشاد.
- ستاد أكرا بالسنغال.
- مصنع أسمنت عطبرة بالسودان.
- برج العطار بالامارات.
- نفق الروضة بالسعودية.
- مطار الناظور العروي بالمغرب.
- وزارة الدفاع بروندا.
- مستشفى مولاجو العام بأوغندا.
- إنشاء طريق ياوندى – أولاما بالكونغو.
- مسجد نمرة بالسعودية.
- محطة تحلية مياه البصرة بالعراق.

## معرض الصور

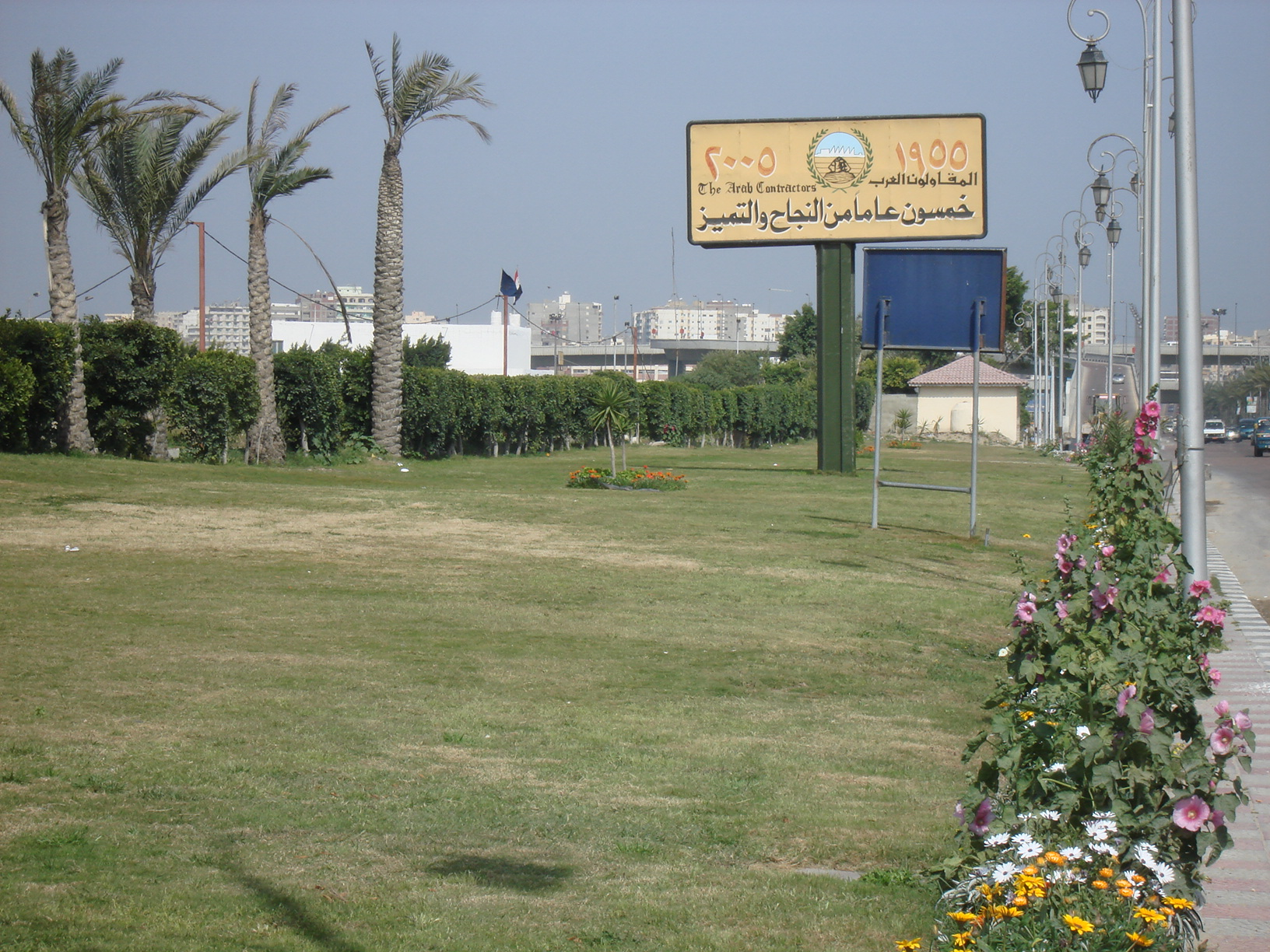
إعلان المقاولون العرب بالإسكندرية.
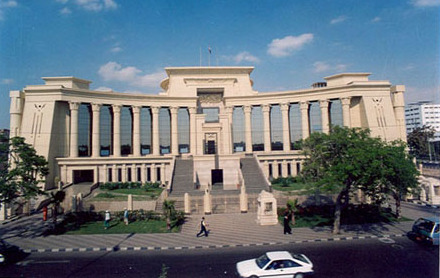
المحكمة الدستورية العليا.
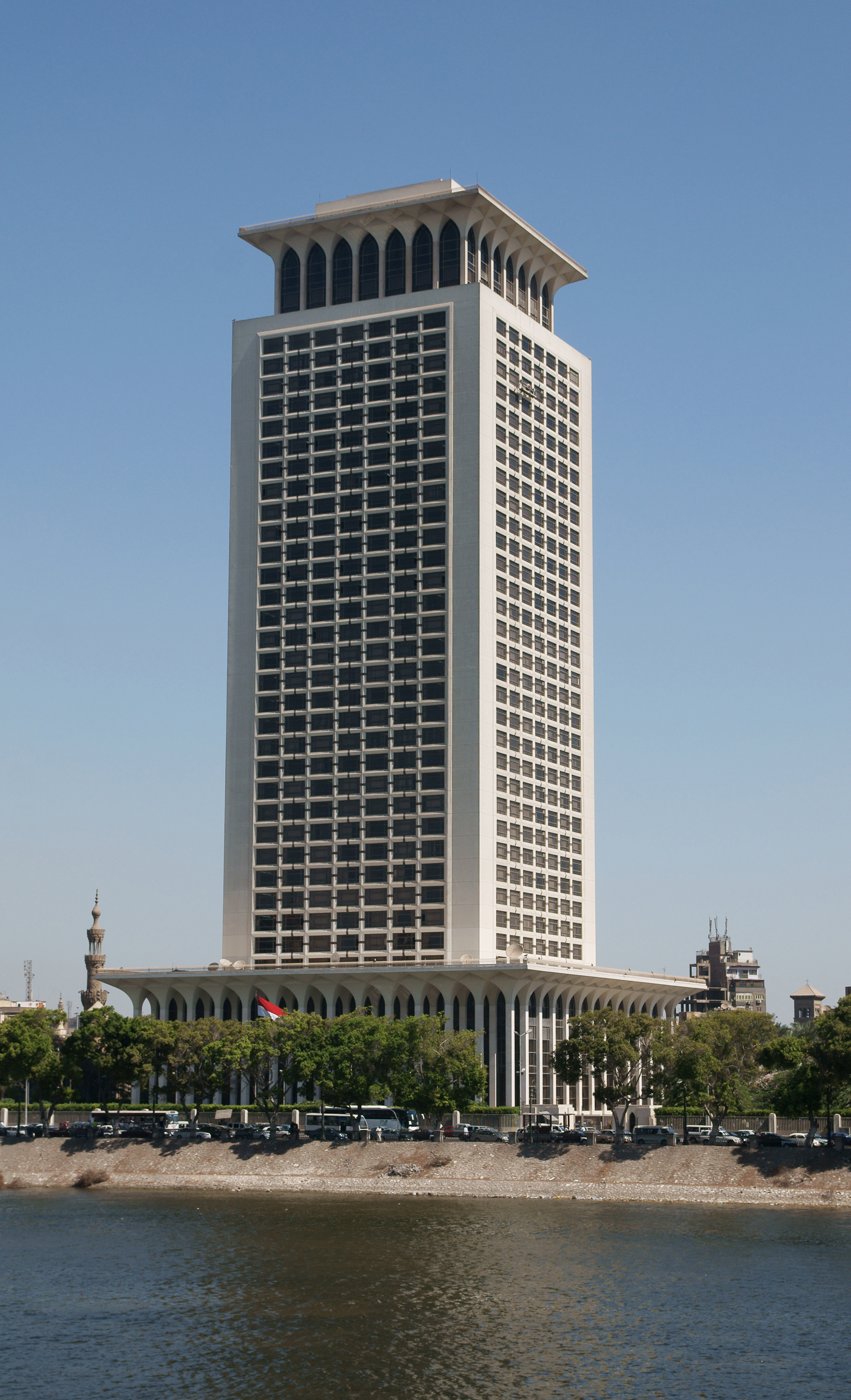
وزارة الخارجية.
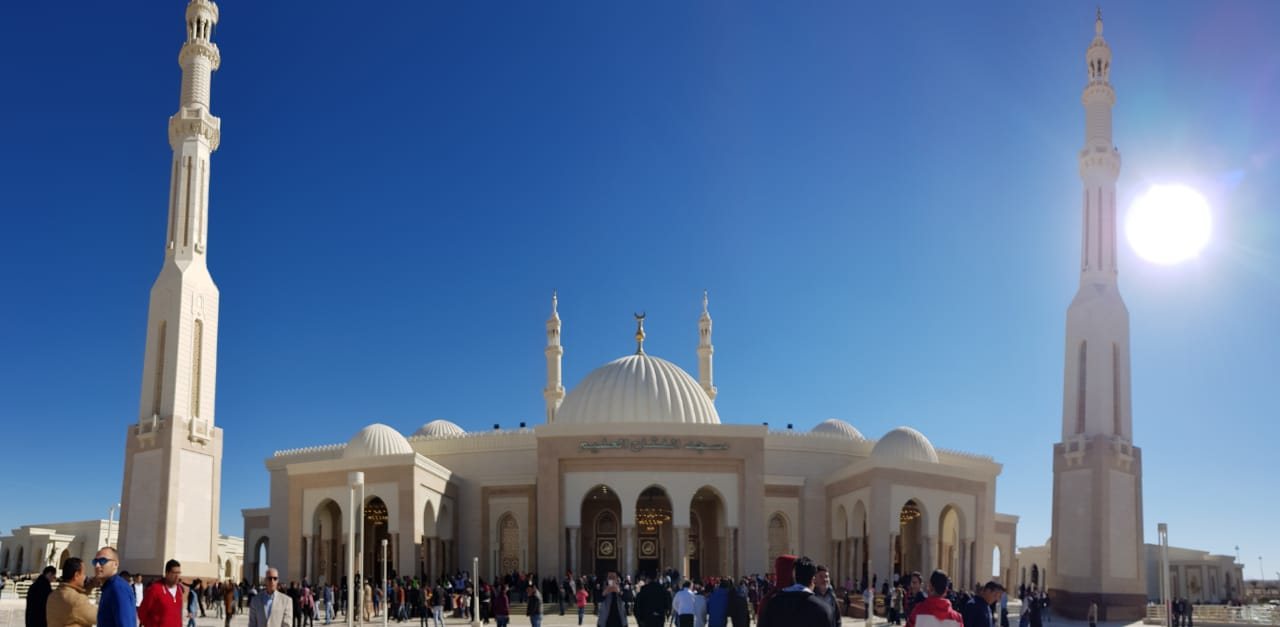
مسجد الفتاح العليم.
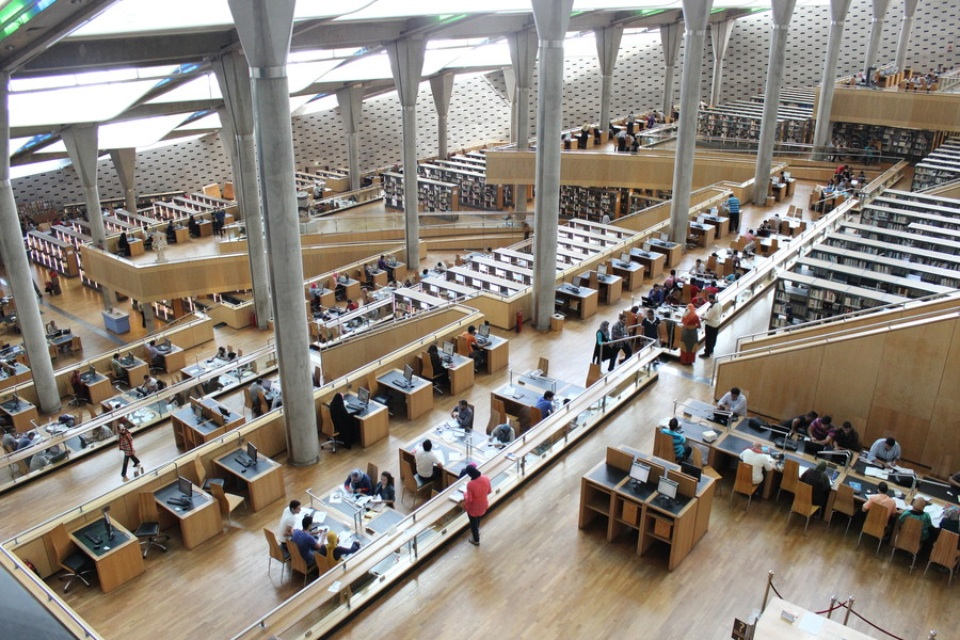
مكتبة الإسكندرية.
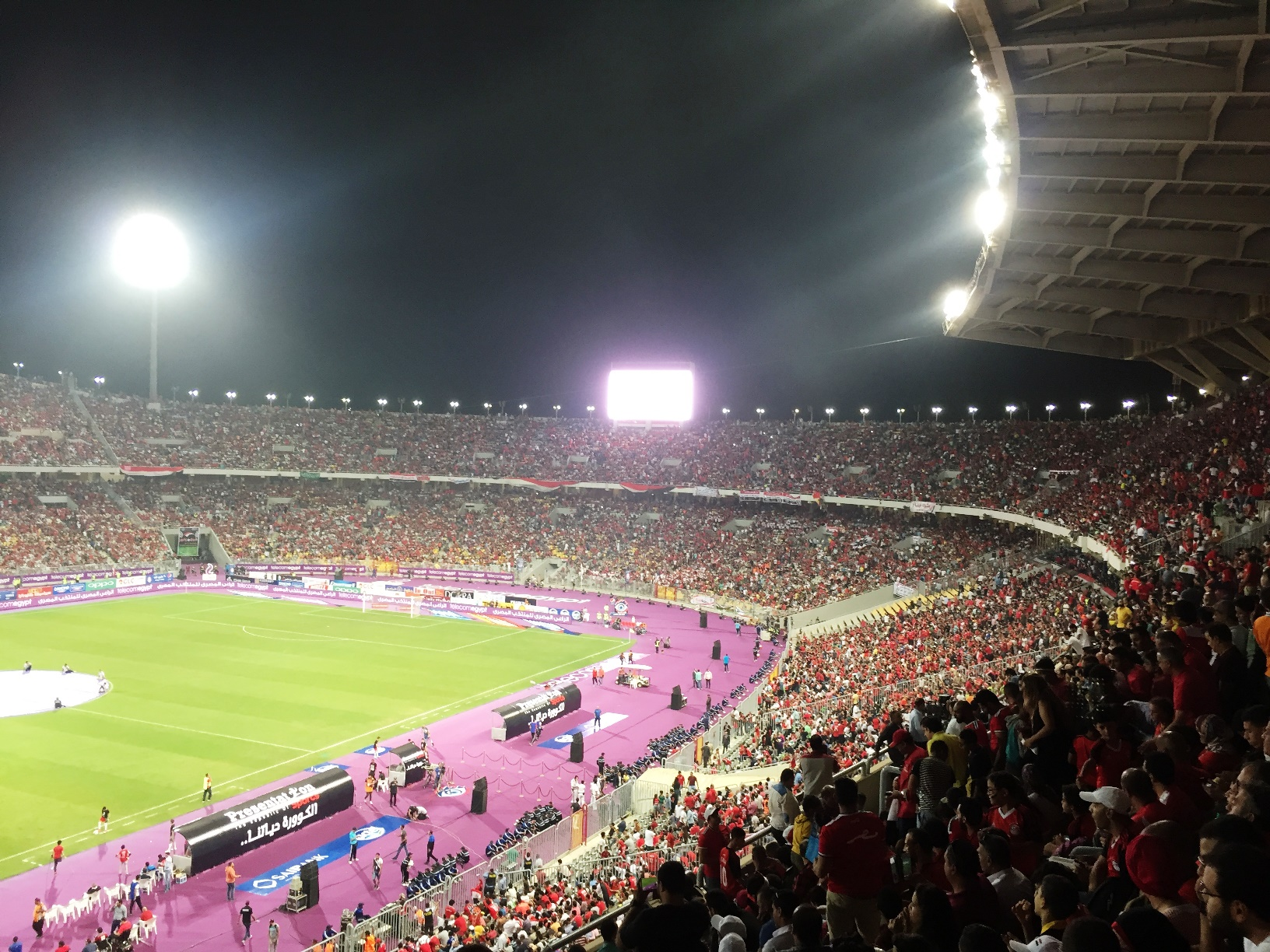
ملعب برج العرب.
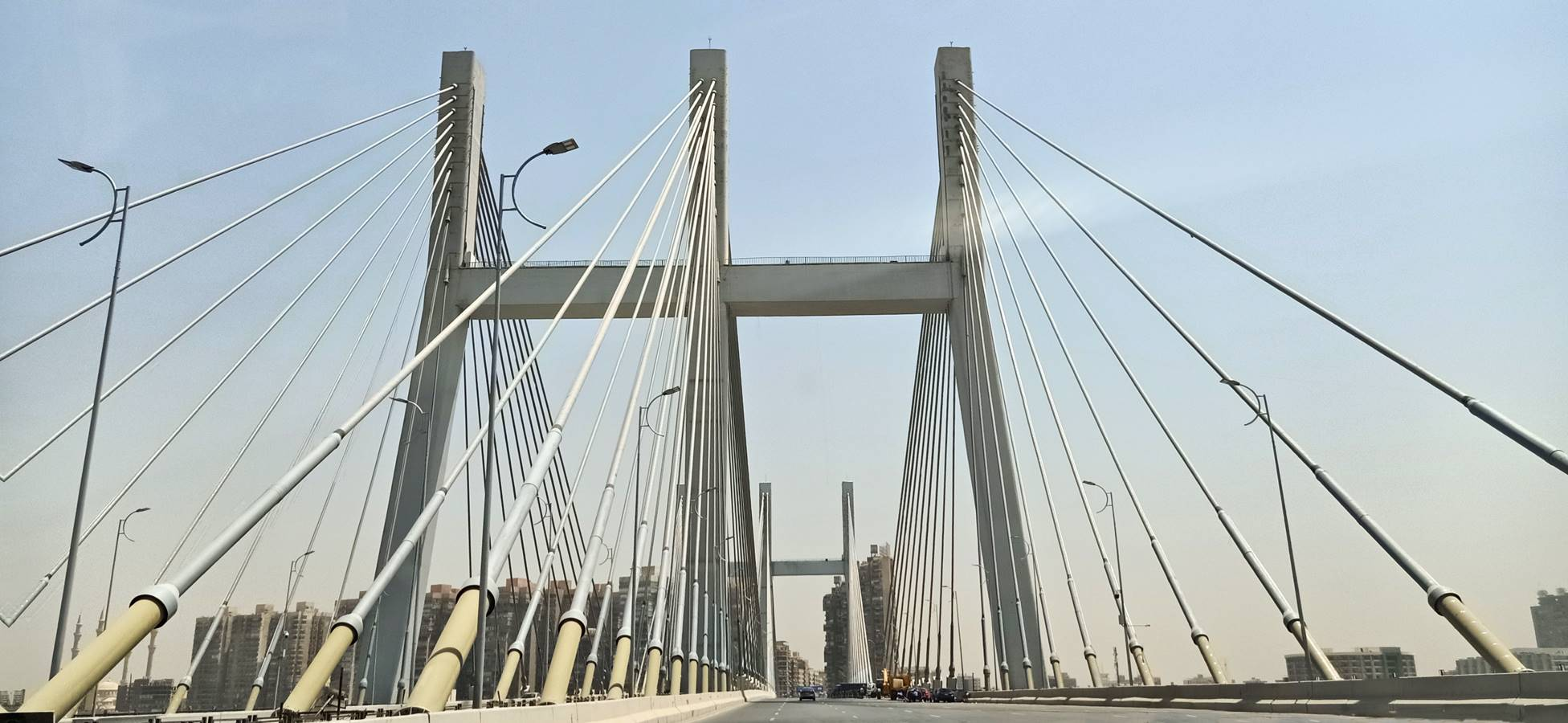
كوبري تحيا مصر.
كوبري ستانلي.
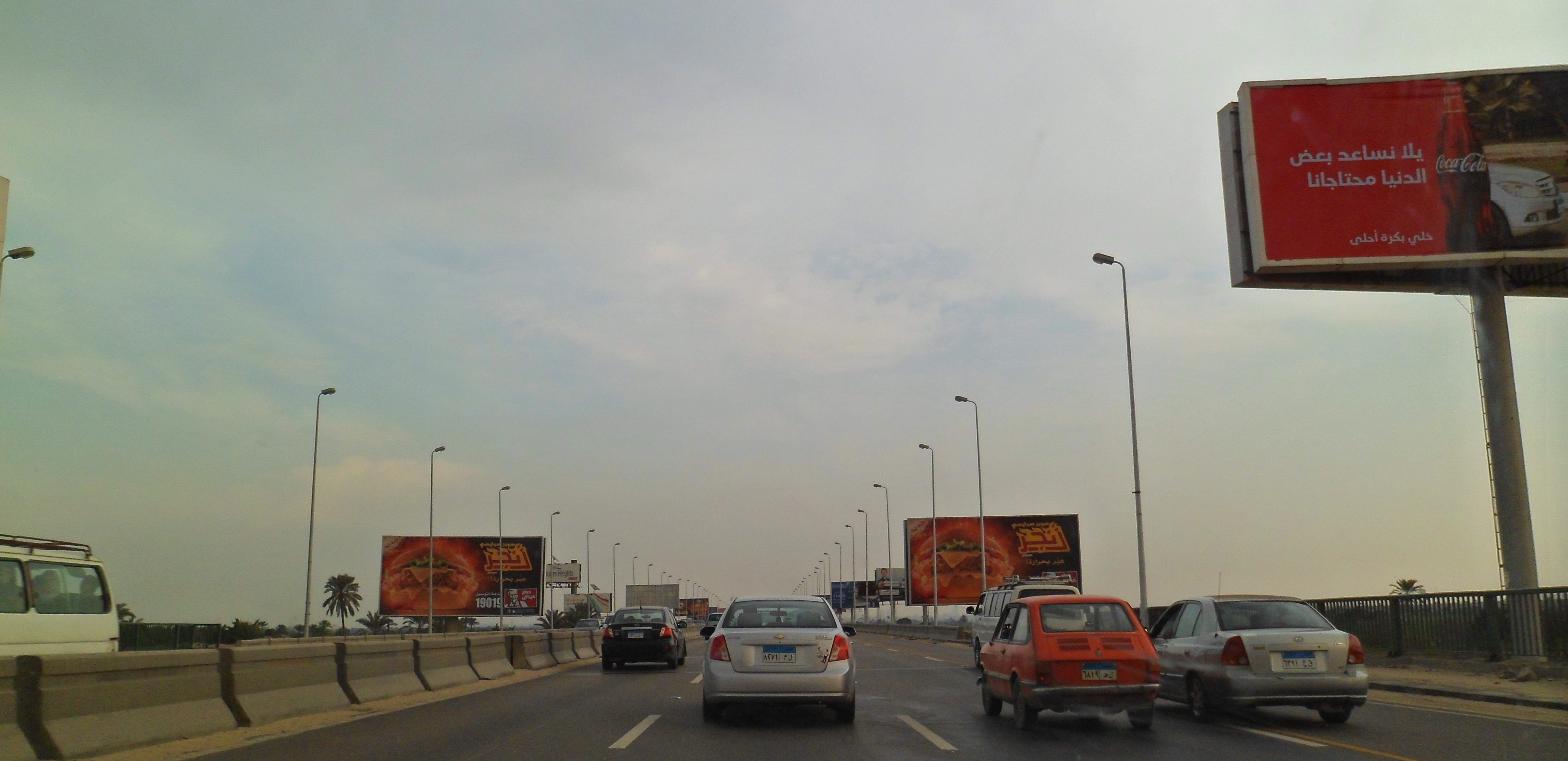
محور 26 يوليو.
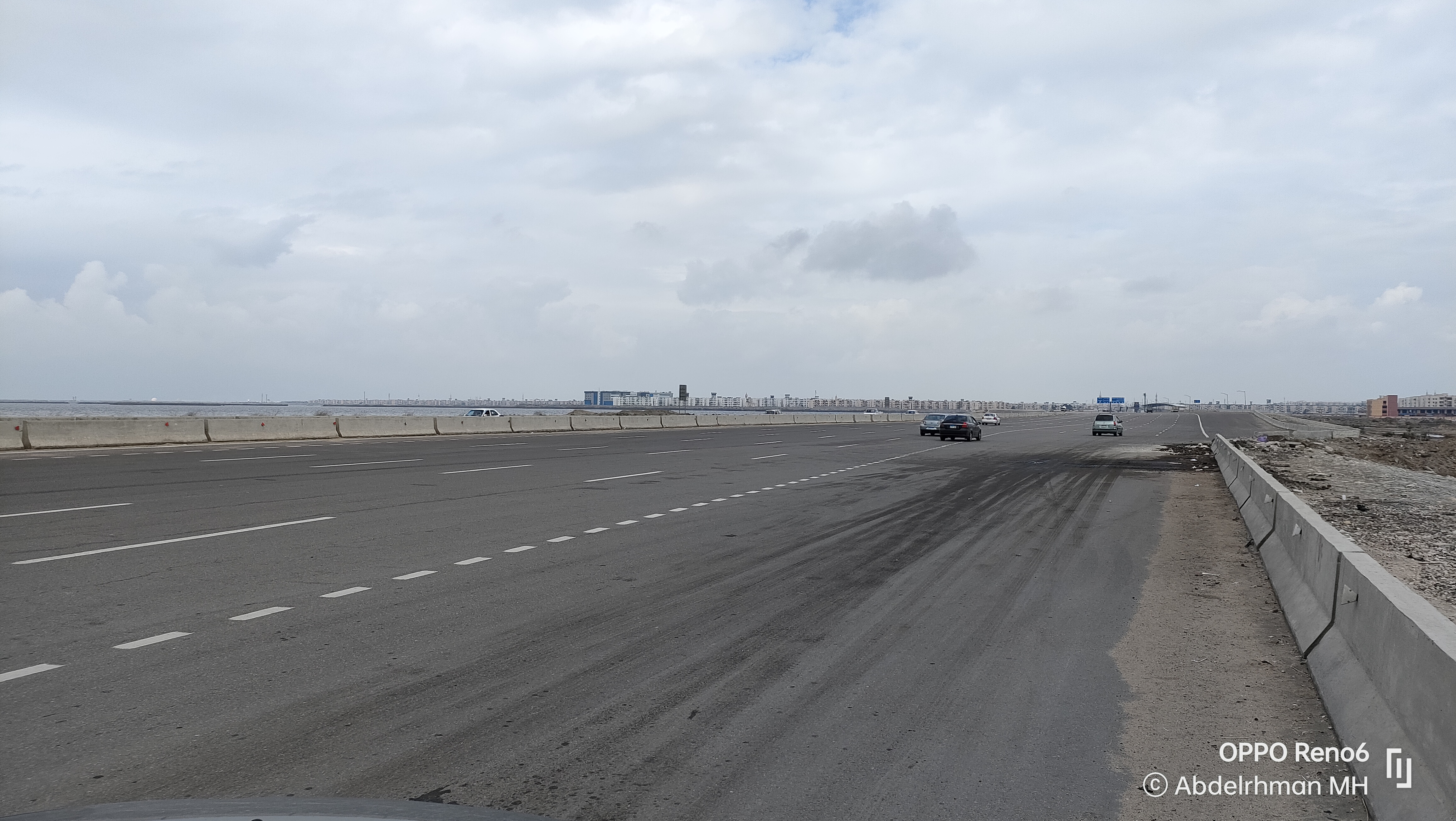
محور 30 يونيو.
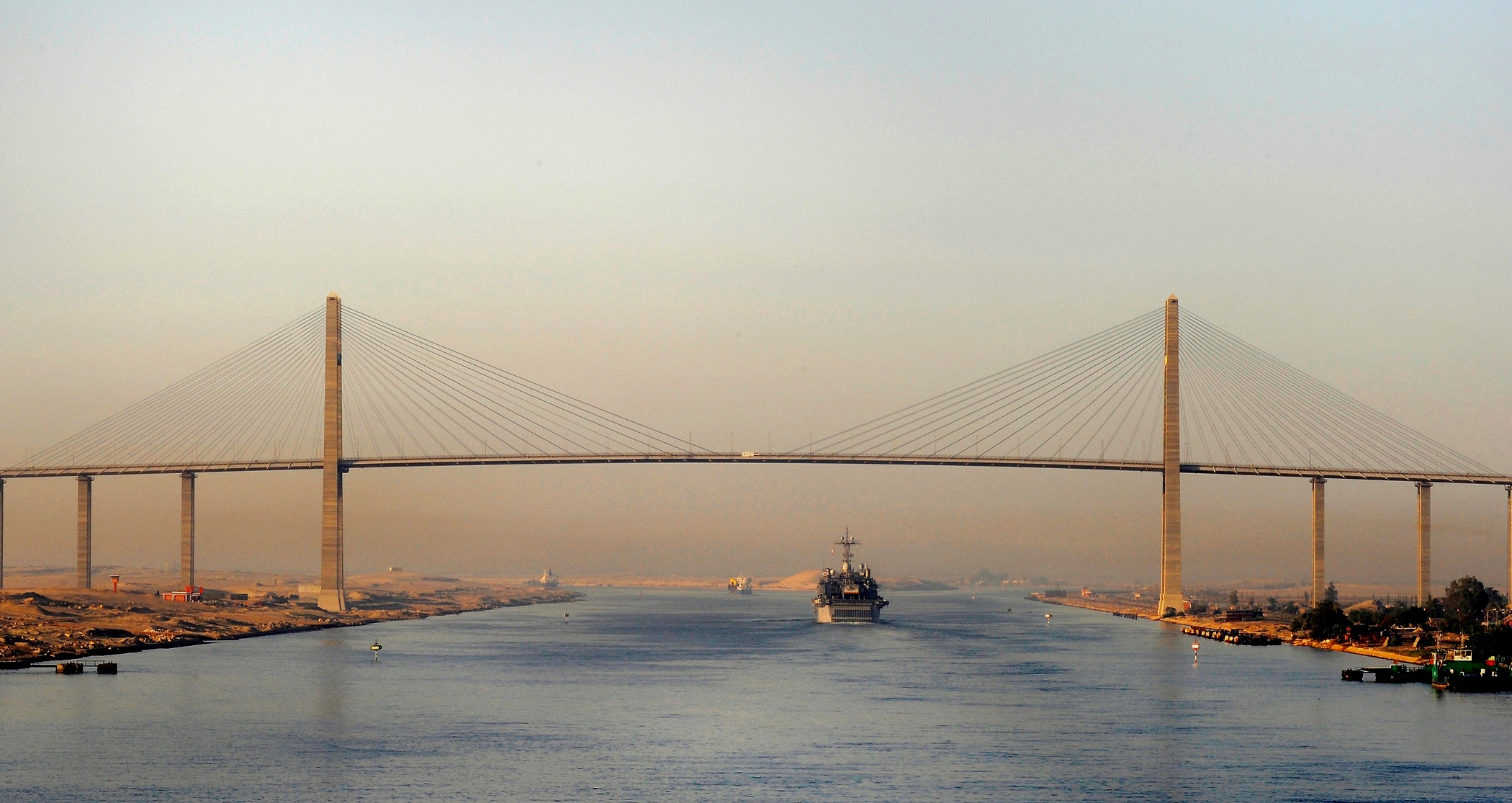
كوبري السلام.
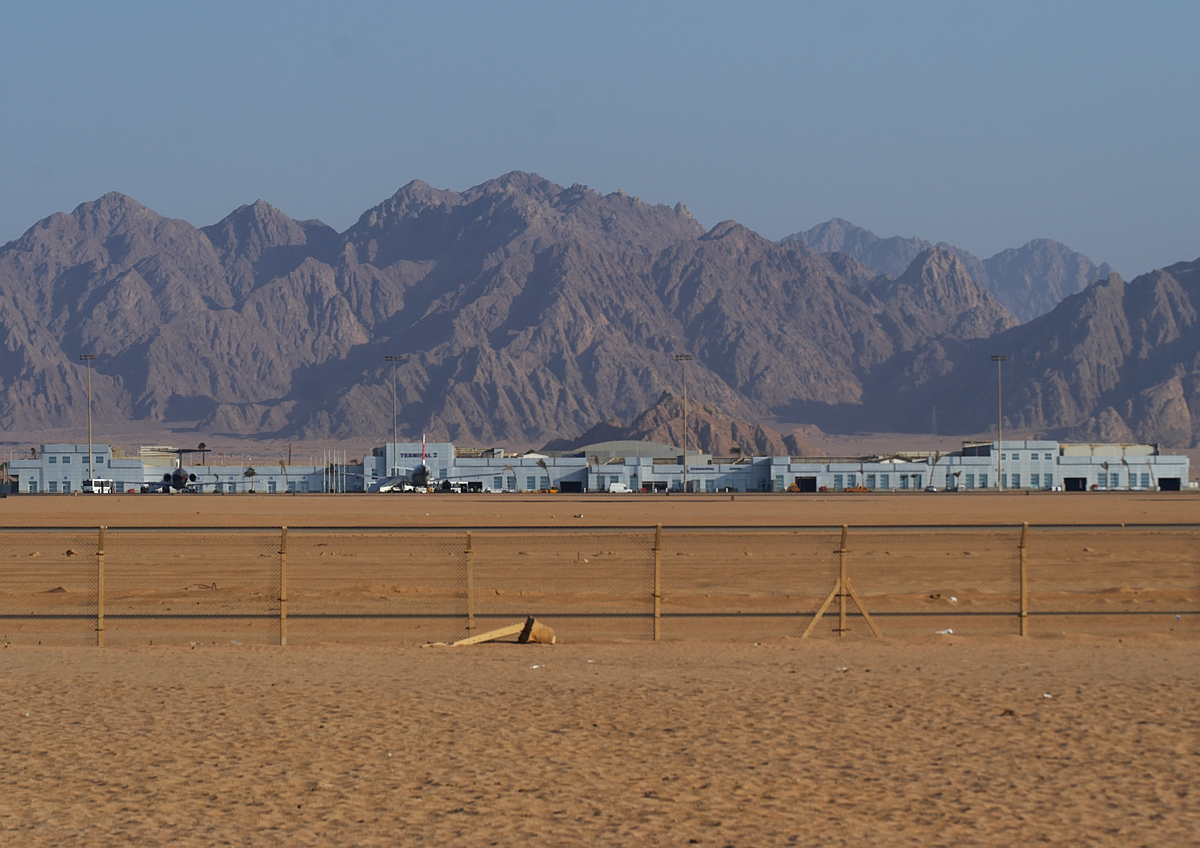
مطار شرم الشيخ الدولي.

## وصلات خارجية
- الموقع الرسمي للشركة.
- الصفحة الرسمية للشركة على موقع فيس بوك.